# Ангриф
„Атака“ (на немски: Der Angriff) е германски нацистки вестник, излизал в периода 1926 – 1945 г. Печатен орган и на Берлинската националсоциалистическа германска работническа партия.

## История
Вестникът е основан и започва да излиза след назначението на Йозеф Гьобелс за гаулайтер (управител) на Берлин. Първоначално е седмичник, впоследствие започва да излиза 2 пъти седмично, а от 1940 г. е ежедневник. В отличие от официалния печатен орган на партията – „Фьолкишер Беобахтер“, вестникът се отличава като идеологически рупор на Гьобелс и сътрудниците му.
До идването на Националсоциалистическата партия на власт през 1933 г., сред любимите мишени на вестника е Бернхард Вайс – заместник-началник на берлинската полиция, по произход евреин. Заради атаките му срещу Вайс, излизането на вестника е преустановено по полицейско разпореждане от ноември 1931 г.
Тиражът на вестника през 1927 г. е 2000 броя, през 1936 г. – 150 000, а през 1940 г. – 306 000 екземпляра.
|  | Тази страница частично или изцяло представлява превод на страницата Der Angriff в Уикипедия на руски. Оригиналният текст, както и този превод, са защитени от Лиценза „Криейтив Комънс – Признание – Споделяне на споделеното“, а за съдържание, създадено преди юни 2009 година – от Лиценза за свободна документация на ГНУ. Прегледайте историята на редакциите на оригиналната страница, както и на преводната страница, за да видите списъка на съавторите. ВАЖНО: Този шаблон се отнася единствено до авторските права върху съдържанието на статията. Добавянето му не отменя изискването да се посочват конкретни източници на твърденията, които да бъдат благонадеждни. |